# Brevipalpus dipholisi
Brevipalpus dipholisi är en spindeldjursart som beskrevs av De Leon 1961. Brevipalpus dipholisi ingår i släktet Brevipalpus och familjen Tenuipalpidae. Inga underarter finns listade.